# Джеремі Ґриффіт
Джеремі Ґриффіт (англ. Jeremy Griffith; нар. 1945) — австралійський біолог і письменник. Він вперше привернув увагу громадськості завдяки своїм спробам знайти великого тасманського хижака талацина. Пізніше він став відомим своїми працями про людське існування та теоріями про людський прогрес, які прагнуть дати біологічне, раціональне пояснення людської поведінки. Він заснував Рух за перетворення світу (англ. World Transformation Movement) у 1983 році.

## Раннє життя та кар'єра
Ґриффіт виріс на вівчарській фермі в центральному Новому Південному Уельсі. Він здобув освіту в школі Tudor House у Новому Південному Уельсі та в гімназії Geelong у Вікторії, а також отримав атестат про закінчення школи Нового Південного Уельсу з відзнакою з біології. Згодом він розпочав навчання в Університеті Нової Англії у північному Новому Південному Уельсі. Зрештою, Ґриффіт закінчив бакалаврат із зоології в Університеті Сіднея в 1971 році:.

### Пошуки тасманського тигра
Він вперше став відомим завдяки своїм пошукам тасманських тигрів, або тилацинів, що ймовірно вижили в природі, але вважались вимерлими (остання відома особина померла в неволі в 1936 році). Пошуки проводилися від 1967 до 1973 року і вважаються найінтенсивнішими пошуками тварин на той час, вони включали вичерпні дослідження вздовж західного узбережжя Тасманії,  встановлення автоматичних камер спостереження, оперативний розгляд повідомлень людей, що нібито бачили тигрів, а в 1972 році створення експедиційної групи пошуку тилацинів разом з Бобом Брауном. Пошуки завершилася тим, що не було  знайдено жодних реальних доказів існування тварини, незважаючи на численні заяви потенційних свідків Пошуки Ґриффіта стали темою епізоду програми «Велика країна» на каналі ABC TV;  а його звіт про пошуки був опублікований у журналі «Природна історія».
Тилацин був оголошений вимерлим видом Міжнародною спілкою охорони природи у 1982 році та урядом Тасманії у 1986 році.

## Про людську природу, стан людства та прогрес
Ґриффіт почав писати про людське існування у 1975 році. Його книги прагнуть дати біологічне та раціональне пояснення людській поведінці та містять посилання на філософські і релігійні джерела.
Він опублікував свою першу книгу на цю тему в 1988 році  «Воля: Кінець людського стану» та дав інтерв'ю Керолайн Джонс у її програмі на Національному радіо «Пошуки сенсу». «Вид у запереченні» (2003) став бестселером в Австралії та Новій Зеландії.  ' Звільнення': Кінець людського стану (2016) була названа остаточною презентацією ідей його трактату.
Ґриффіт пропонує широкий синтез, отриманий методом індукції. На підтвердження своєї теорії він цитує широкий спектр джерел, зокрема багатьох мислителів, яких він вважає «безвідносними» або «сучасними пророками», зокрема Джеймса Дарлінґа, Чарльза Дарвіна, Зиґмунда Фройда, Карла Юнґа, Томаса Гекслі, Стівена Гокінґа та Лоренса ван дер Поста.
Ґриффіт пояснює людську природу (те, що він називає людським станом), припускаючи, що з появою свідомості у наших людиноподібних предків експерименти інтелекту з самокеруванням критично сприймалися іншою частиною нашого єства — попередньо закладеними інстинктами, через що люди неминуче ставали дедалі «злішими, егоцентричнішими та більш відчуженими».  Стаття Ґриффіта, опублікована в The Irish Times, підсумувала тезу, викладену в книзі «Звільнення: кінець людського стану» (2016), як «Адам і Єва без почуття провини: пояснення нашої боротьби між інстинктом та інтелектом». Kirkus Reviews писав: «Ґриффіт пропонує трактат про справжню природу людства та про подолання переживань щодо світу».
За словами психолога Рональда Конвея, Ґриффіт стверджує, що ми перебуваємо у стані війни з самими собою, що призводить до того, що людство, як запропонував Платон у своїй алегорії про печеру, відчужується від свого первісного мирного стану невинності. Ґриффіт каже, що ця внутрішня війна є причиною наявних реальних війн та загальної відсутності співпраці у світі. Ґриффіт аналізує наукову літературу з еволюції людини; відкидає твердження про те, що предки людини були жорстокими та агресивними; і натомість вказує на викопні докази, такі як Ardipithecus ramidus, на підтвердження своєї тези про те, що стародавні люди були ніжним, люблячим та схильним до співпраці видом.
Його ідеї зазнали критики через уявні проблеми з емпіричною правдивістю його антропологічних праць, що підкреслює його опору на праці південноафриканського романіста сера Лоренса ван дер Поста та роботи антрополога Елізабет Маршалл Томас. Хоча читачі можуть погодитися з загальним напрямком тези Ґриффіта, деякі можуть не погодитися з його оцінкою певних людей та подій, наприклад, з його «високою думкою» про шотландського психіатра Р. Д. Лейнґа.
Рецензент книги Ґриффіта 2003 року «Вид у запереченні» описав тезу книги як «людство заперечує втрату своєї невинності в корумпованому та зламаному світі» та вважав, що було б корисно включити обговорення праць Мартіна Бубера, Г. Річарда Нібура, Лоренса Кольберґа та Джеймса В. Фаулера, які також досліджують моральні етапи людського зростання.
Деякі рецензенти охарактеризували «Вид у запереченні» як складний або важкий для читання, проте «завдяки повторенню його концепцій читач нарешті розуміє сенс думок Ґриффіта, і, як не дивно, коли це трапляється, виникають всілякі питання, що приємно». Рональд Конвей писав: «Вид у запереченні потребує повторного читання не тому, що він особливо складний, а тому, що він суперечить значною мірою покірному підходу «не розгойдуйте човна», особливо західного розуму».
Лауреат Темплтонської премії та біолог Чарльз Берч, новозеландський зоолог Джон Мортон, колишній президент Канадської психіатричної асоціації Гаррі Прозен та австралійський альпініст на Еверест Тім Макартні-Снейп. були давніми прихильниками ідей Ґриффіта. Берч написав передмову до книги Ґриффіта 2004 року «Вид у запереченні». Мортон високо оцінив кілька книг Ґриффіта. У 2021 році Прозен написав: «Ґриффіт пропонує широкий синтез, отриманий на основі індукції. Як сказав професор Скотт Черчилль, колишній завідувач кафедри психології Далласького університету, у своєму огляді «Звільнення» : «Перспектива Ґриффіта постає перед нами не як проста думка однієї людини, а радше як індуктивний висновок, зроблений в результаті аналізу обсягів даних, які представляють те, що відкрили вчені». ... Я не маю жодних сумнівів, що пояснення Ґриффітом людського буття є святим ґраалем розуміння, якого ми шукали для психологічної реабілітації людської раси».
У статті 2020 року «Пояснення люті лівих», опублікованій у The Spectator Australia , Ґриффіт стверджує, що ідеологія лівих небезпечна для прогресу людства. Він описує ліві погляди як регресивні та такі, що можуть призвести до вимирання:
Отже, це є першим поясненням "лівого нищення культури", яке робить можливим розуміння людського стану  –  в той час як праве крило продовжує героїчний пошук порозуміння, ліве піддалося спокусі спочити на лаврах і припинило критично важливий пошук [розуміння людського стану]... Ліві не лише покинули пошук розуміння, вони стали активно протидіяти цьому пошуку. Це тому, що вони віддали перевагу доброму самопочуттю від догматичного наполягання, щоб усі відповідали лінії партії, марксистські кооперативні і безособові принципи пригноблюють свободу самовираження, необхідну для пошуків знання, базового розуміння самих себе, бо лише воно може покласти край нашому стану непевності та привести нас до світу співпраці і любові.

So that is the first left-wing-culture-destroying clarification that understanding the human condition enables – that while the right-wing has continued humanity's heroic quest for understanding, the Left has given in to the temptation of relief-hunting and abandoned that all-important search [for understanding of the human condition]... the Left have not only given up the search for understanding, they are actively working against the finding of it. This is because their favoured feel-good cause of dogmatically insisting that everyone comply with PC, Marxist cooperative and selfless principles oppresses the freedom of expression needed to find knowledge, ultimately the understanding of ourselves that alone can end our insecure condition and actually bring about a cooperative and loving world.— Джеремі Ґриффіт (2020), The Spectator Australia
В інтерв'ю Алану Джонсу та Ґрему Річардсону в їхній телевізійній програмі <i id="mwATM">Richo &amp; Jones</i> на Sky News Australia Ґриффіт сказав, що «моя стаття в The Spectator минулого тижня була присвячена тому, як ми можемо обґрунтувати, зрозуміти небезпеку лівих, розум проти догми». 
Нідерландський актор П'єр Бокма обговорював роботу Ґриффіта над телевізійною програмою Zomergasten для VPRO у 2024 році, сказавши, що пояснення Ґриффіта дозволило йому зрозуміти, чому люди зрештою добрі, незважаючи на те, що вони злі, винні, відчужені, егоїстичні, самовдоволені та жадібні до влади.
У 2025 році Макартні-Снейп писав, що Ґриффіт відповів на те, що Джон Кеннет Ґелбрейт назвав «пошуком справді вищого морального виправдання егоїзму».

## Рух світового перетворення
Рух світового перетворення (World Transformation Movement) Ґриффіт заснував  у 1983 році як "Центр дорослого життя людства", — організацію, що займається розвитком та просуванням розуміння людського буття. Організація зареєстрована в 1990 році. Сам Ґриффіт та його колега, альпініст Тім Макартні-Снейп, були серед директорів-засновників; рух зареєстрований як благодійна організацією в Новому Південному Уельсі в 1990 році. У 2009 році його назва була змінена на Рух світового перетворення.

### Висвітлення у ЗМІ та судові процеси
У 1995 році Ґриффіт, Макартні-Снейп та Фонд дорослого життя людства (тодішня назва Руху за перетворення світу) стали предметом програми «Чотири кути» Австралійської телерадіомовної корпорації (ABC)  та статті в газеті «Сідней Морнінґ Геральд» (SMH)  в якій стверджувалося, що Макартні-Снейп виступав в школах для просування фонду, і що Ґриффіт «публікує роботи настільки низького рівня, що вони взагалі не мають підтримки з боку наукової спільноти». У позовах про наклеп проти ABC та SMH звинувачення були визнані неправдивими, а статті — наклепницькими.
У 1998 році, після скарги Ґриффіта та Макартні-Снейпа, Австралійське управління телерадіомовлення засудило ABC за незбалансоване та неточне висвітлення подій і порушення кодексу поведінки ABC, а газета «The Bulletin» назвала програму « Чотири кути» «сокирною роботою» (інший термін для позначення «дешевої сенсації»).
Ґриффіт, Макартні-Снейп та Рух світової трансформації подали позов проти ABC та Sydney Morning Herald до Верховного суду Нового Південного Уельсу, і обидва видання були визнані наклепницькими.   У 2008 році ABC було зобов'язано виплатити Макартні-Снейпу майже 500 000 доларів США як відшкодування збитків, а з урахуванням судових витрат очікувалася сума виплати, що перевищить 1 мільйон доларів.  Хоча присяжні визнали, що сказане ABC про Ґриффіта є наклепницьким, суддя закрив справу після розгляду аргументів на захист правдивості, кваліфікованого імунітету та коментарів. Ґриффіт оскаржив це рішення в Апеляційному суді Нового Південного Уельсу, який відхилив апеляцію на підставі того, що кваліфікований імунітет та коментар були задоволені, але встановив, що звинувачення у наклепі щодо Ґриффіта було необґрунтованим. Судова справа проти Sydney Morning Herald завершилась у 2009 році, коли газета опублікувала вибачення перед World Transformation Movement за шкоду, завдану публікацією.

## Вибрані твори

### Книги
- Griffith, Jeremy (2021). Death by Dogma: The Biological Reason Why the Left Is Leading Us to Extinction, and the Solution. WTM Publishing & Communications Pty Ltd. ISBN 9781741290660.
- Griffith, Jeremy (2016). Freedom: The End of The Human Condition. WTM Publishing & Communications Pty Ltd. ISBN 9781741290288.
- Griffith, Jeremy (2011). The Book of Real Answers to Everything!. WTM Publishing & Communications Pty Ltd. ISBN 9781741290073.
- Griffith, Jeremy (2003). A Species in Denial. WTM Publishing & Communications Pty Ltd. ISBN 978-1-74129-001-1.
- Griffith, Jeremy (1991). Beyond the Human Condition. WTM Publishing & Communications Pty Ltd. ISBN 978-0-646-03994-7.
- Griffith, Jeremy (1988). Free: The End of the Human Condition. WTM Publishing & Communications Pty Ltd. ISBN 0-7316-0495-4.

### Монографії
- Griffith, Jeremy (2020). THE Interview. WTM Publishing & Communications Pty Ltd. ISBN 9781741290561.
- Griffith, Jeremy (2016). Transform Your Life and Save the World: Through Living in Support of The Biological Truth About the Human Condition. WTM Publishing & Communications Pty Ltd. ISBN 9781741290356.